# TOR3A
TOR3A (англ. Torsin family 3 member A) – білок, який кодується однойменним геном, розташованим у людей на 1-й хромосомі. Довжина поліпептидного ланцюга білка становить 397 амінокислот, а молекулярна маса — 46 199.
| 10         |  | 20         |  | 30         |  | 40         |  | 50         |
| ---------- |  | ---------- |  | ---------- |  | ---------- |  | ---------- |
| MLRGPWRQLW |  | LFFLLLLPGA |  | PEPRGASRPW |  | EGTDEPGSAW |  | AWPGFQRLQE |
| QLRAAGALSK |  | RYWTLFSCQV |  | WPDDCDEDEE |  | AATGPLGWRL |  | PLLGQRYLDL |
| LTTWYCSFKD |  | CCPRGDCRIS |  | NNFTGLEWDL |  | NVRLHGQHLV |  | QQLVLRTVRG |
| YLETPQPEKA |  | LALSFHGWSG |  | TGKNFVARML |  | VENLYRDGLM |  | SDCVRMFIAT |
| FHFPHPKYVD |  | LYKEQLMSQI |  | RETQQLCHQT |  | LFIFDEAEKL |  | HPGLLEVLGP |
| HLERRAPEGH |  | RAESPWTIFL |  | FLSNLRGDII |  | NEVVLKLLKA |  | GWSREEITME |
| HLEPHLQAEI |  | VETIDNGFGH |  | SRLVKENLID |  | YFIPFLPLEY |  | RHVRLCARDA |
| FLSQELLYKE |  | ETLDEIAQMM |  | VYVPKEEQLF |  | SSQGCKSISQ |  | RINYFLS    |

A: Аланін

C: Цистеїн

D: Аспарагінова кислота

E: Глутамінова кислота

F: Фенілаланін

G: Гліцин

H: Гістидин

I: Ізолейцин

K: Лізин

L: Лейцин

M: Метіонін

N: Аспарагін

P: Пролін

Q: Глутамін

R: Аргінін

S: Серин

T: Треонін

V: Валін

W: Триптофан

Задіяний у такому біологічному процесі, як альтернативний сплайсинг. 
Білок має сайт для зв'язування з АТФ, нуклеотидами. 
Локалізований у цитоплазмі, ендоплазматичному ретикулумі.